# Cantón de Laval-Este
El cantón de Laval-Este era una división administrativa francesa, que estaba situada en el departamento de Mayenne y la región de Países del Loira.

## Composición
El cantón estaba formado por una comuna, más una fracción de la comuna que le daba su nombre:
- Laval (fracción)
- Entrammes

## Supresión del cantón de Laval-Este
En aplicación del Decreto nº 2014-209 de 21 de febrero de 2014, el cantón de Laval-Este fue suprimido el 22 de marzo de 2015 y sus 2 comunas pasaron a formar parte, una del nuevo cantón de L'Huisserie y la fracción de comuna que le daba su nombre pasó a formar parte de los nuevos cantones de Laval-1 y Laval-3.